# Ficus orthoneura
Ficus orthoneura là một loài thực vật có hoa trong họ Moraceae. Loài này được H.Lév. & Vaniot mô tả khoa học đầu tiên năm 1907.